# بورت ألين
بورت ألين (لويزيانا) (بالإنجليزية: Port Allen, Louisiana)‏ هي مدينة تقع في الولايات المتحدة في لويزيانا. يقدر عدد سكانها بـ 5,180 نسمة .

## التركيبة السكانية
حدّد مكتب تعداد الولايات المتحدة بيانات التركيبة السكانية لبورت ألين في تعداد الولايات المتحدة. في ما يلي، التركيبة السكانية حسب تعدادي 2000 و2010.

### تعداد عام 2000
بلغ عدد سكان بورت ألين 5,278 نسمة بحسب تعداد عام 2000، وبلغ عدد الأسر 2,012 أسرة وعدد العائلات 1,416 عائلة مقيمة في المدينة. في حين سجلت الكثافة السكانية 612.3 نسمة لكل كيلومتر مربع (1,585.8/ميل2). وبلغ عدد الوحدات السكنية 2,158 وحدة بمتوسط كثافة قدره 250.3 لكل كيلومتر مربع (648.3/ميل2).
وتوزع التركيب العرقي للمدينة بنسبة 45.04% من البيض و53.98% من الأمريكيين الأفارقة و0.15% من الأمريكيين الأصليين و0.04% من الأمريكيين ذوي الأصول الآسيوية و0.02% من سكان جزر المحيط الهادئ و0.27% من الأعراق الأخرى و0.51% من عرقين مختلطين أو أكثر و1% من الهسبانيون أو اللاتينيون من أي عرق.
بلغ عدد الأسر 2,012 أسرة كانت نسبة 38.3% منها لديها أطفال تحت سن الثامنة عشر تعيش معهم، وبلغت نسبة الأزواج القاطنين مع بعضهم البعض 39.7% من أصل المجموع الكلي للأسر، ونسبة 25.7% من الأسر كان لديها معيلات من الإناث دون وجود شريك،  بينما كانت نسبة 4.9% من الأسر لديها معيلون من الذكور دون وجود شريكة وكانت نسبة 29.6% من غير العائلات. تألفت نسبة 26.2% من أصل جميع الأسر من عدة أفراد يعيشون في نفس المنزل ونسبة 9.2% كانت تتألف من شخص يعيش بمفرده يبلغ من العمر 65 عاماً أو أكثر. وبلغ متوسط حجم الأسرة المعيشية 2.56، أما متوسط حجم العائلات فبلغ 3.09.
بلغ العمر الوسطي للسكان 36.7 عاماً. وكانت نسبة 25.5% من القاطنين تحت سن الثامنة عشر، وكانت نسبة 10.1% بين الثامنة عشر والرابعة والعشرين عاماً، ونسبة 26.2% كانت واقعةً في الفئة العمرية ما بين الخامسة والعشرين والرابعة والأربعين عاماً، ونسبة 21.9% كانت ما بين الخامسة والأربعين والرابعة والستين، ونسبة 13.9% كانت ضمن فئة الخامسة والستين عاماً فما فوق. يوجد لكل 100 أنثى 82.5 ذكر، ويوجد لكل 100 أنثى في الثامنة عشر من عمرها فما فوق 77.1 ذكر.
بلغ متوسط دخل الأسرة في المدينة 30,254 دولارًا، أما متوسط دخل العائلة فبلغ 36,762 دولارًا. وكان متوسط دخل الذكور 31,029 دولارًا مقابل 22,333 دولارًا للإناث. وسجل دخل الفرد الخاص بالمدينة 14,439 دولارًا. وكانت نسبة 19.2% من العائلات ونسبة 24.2% من السكان تحت خط الفقر، وكان من هؤلاء نسبة 34.7% تحت سن الثامنة عشر ونسبة 8.5% في الخامسة والستين من العمر وما فوق.

### تعداد عام 2010
بلغ عدد سكان بورت ألين 5,180 نسمة بحسب تعداد عام 2010، وبلغ عدد الأسر 2,068 أسرة وعدد العائلات 1,336 عائلة مقيمة في المدينة. في حين سجلت الكثافة السكانية 600.9 نسمة لكل كيلومتر مربع (1,556.3/ميل2). وبلغ عدد الوحدات السكنية 2,206 وحدة بمتوسط كثافة قدره 255.9 لكل كيلومتر مربع (662.8/ميل2).
وتوزع التركيب العرقي للمدينة بنسبة 39.94% من البيض و57.95% من الأمريكيين الأفارقة و0.14% من الأمريكيين الأصليين و0.14% من الأمريكيين ذوي الأصول الآسيوية و0.75% من الأعراق الأخرى و1.08% من عرقين مختلطين أو أكثر و1.51% من الهسبانيون أو اللاتينيون من أي عرق.
بلغ عدد الأسر 2,068 أسرة كانت نسبة 32.2% منها لديها أطفال تحت سن الثامنة عشر تعيش معهم، وبلغت نسبة الأزواج القاطنين مع بعضهم البعض 32.6% من أصل المجموع الكلي للأسر، ونسبة 25.6% من الأسر كان لديها معيلات من الإناث دون وجود شريك،  بينما كانت نسبة 6.4% من الأسر لديها معيلون من الذكور دون وجود شريكة وكانت نسبة 35.4% من غير العائلات. تألفت نسبة 30.7% من أصل جميع الأسر من عدة أفراد يعيشون في نفس المنزل ونسبة 10.7% كانت تتألف من شخص يعيش بمفرده يبلغ من العمر 65 عاماً أو أكثر. وبلغ متوسط حجم الأسرة المعيشية 2.46، أما متوسط حجم العائلات فبلغ 3.07.
بلغ العمر الوسطي للسكان 36.5 عاماً. وكانت نسبة 22.8% من القاطنين تحت سن الثامنة عشر، وكانت نسبة 10% بين الثامنة عشر والرابعة والعشرين عاماً، ونسبة 26.2% كانت واقعةً في الفئة العمرية ما بين الخامسة والعشرين والرابعة والأربعين عاماً، ونسبة 26.8% كانت ما بين الخامسة والأربعين والرابعة والستين، ونسبة 14.2% كانت ضمن فئة الخامسة والستين عاماً فما فوق. وتوزع التركيب الجنسي للسكان بنسبة 46.7% ذكور و53.3% إناث.

## أعلام
- تريسي بورتر
- إيرني الكسندر
- أندريه هال